# Goese dolfijn

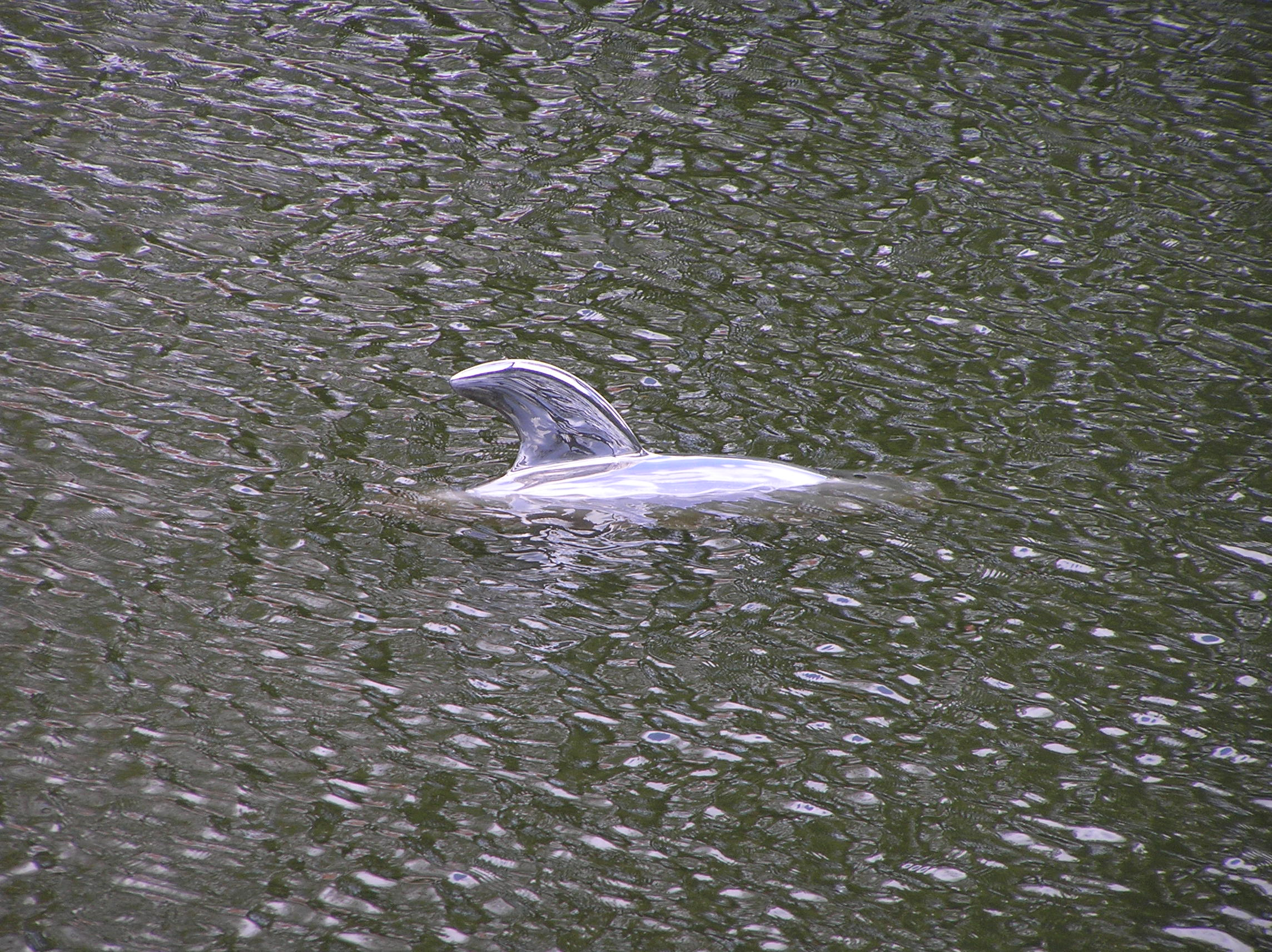
De Goese Dolfijn in de Oostvest ter hoogte van de Jacob Valckestraat

De Goese dolfijn is een kunstwerk van Wilco Traas, voorheen gelegen in het water van de Oostvest (singel) ter hoogte van de Jacob Valckestraat in Goes. Het beeld toont de rug van een dolfijn met een duidelijk uitstekende rugvin.
Het beeld werd aanvankelijk op 7 maart 2012 anoniem geplaatst op de Grote Markt in Goes, nadat hij in februari 2012 ook vast had gezeten in het ijs op de Westvest. Het leek uit het wegdek omhoog te komen. Omdat het beeld een obstakel vormde op de openbare weg werd het door de gemeente weggehaald. In reactie op mondelinge vragen in de Goese gemeenteraad maakte burgemeester René Verhulst echter duidelijk dat hij niet van plan was om de kunstenaar een boete te geven en liet hij blijken op zich wel gecharmeerd te zijn van een dergelijk initiatief. Op 27 maart dook het kunstwerk daarop op op de huidige plaats. Later kreeg het gezelschap van een draakachtige figuur, die in de volksmond Vessie wordt genoemd. In het najaar van 2012 verdween het werk plotseling weer uit de Oostvest.